# Ingenious Film Partners
Ingenious Film Partners (anciennement Ingenious Media) est une société de production audiovisuelle britannique fondée en 1998 par Patrick McKenna. Cette société finance de nombreux films à gros budget et travaille beaucoup avec le réalisateur Mike Leigh.

## Filmographie
Sauf indication contraire, les informations mentionnées dans cette section peuvent être confirmées par la base de données cinématographiques IMDb,  présente dans la section « Liens externes ».
- 2004 : Délire d'amour
- 2004 : Vera Drake
- 2004 : Millions
- 2005 : The Mistress of Spices
- 2006 : Shrooms
- 2006 : Flyboys
- 2006 : X-Men : L'Affrontement final
- 2006 : Garfield 2
- 2006 : Scoop
- 2006 : Les Fils de l'homme
- 2006 : Amazing Grace
- 2006 : Eragon
- 2006 : La Nuit au musée
- 2006 : Chronique d'un scandale
- 2007 : Terreur dans la savane
- 2007 : Four Last Songs
- 2007 : Hannibal Lecter : Les Origines du mal
- 2007 : Shrooms
- 2007 : The Walker
- 2007 : Hot Fuzz
- 2007 : My Name Is Hallam Foe (Hallam Foe)
- 2007 : Outlaw
- 2007 : Sunshine
- 2007 : La Dernière Légion
- 2007 : Traque sanglante
- 2007 : WΔZ
- 2007 : Die Hard 4 : Retour en enfer
- 2007 : Les Quatre Fantastiques et le Surfer d'argent
- 2007 : Hairspray
- 2007 : Stardust, le mystère de l'étoile
- 2007 : Far North
- 2007 : Brick Lane
- 2007 : À la croisée des mondes : la Boussole d'or
- 2007 : Medieval Pie : Territoires vierges
- 2008 : Be Happy
- 2008 : Australia
- 2009 : X-Men Origins: Wolverine
- 2009 : I Love You, Beth Cooper
- 2009 : Avatar
- 2010 : Percy Jackson : Le Voleur de foudre
- 2010 : L'Agence tous risques
- 2011 : X-Men : Le Commencement
- 2011 : Un cadeau inattendu
- 2011 : La Planète des singes : Les Origines
- 2012 : Voisins du troisième type
- 2012 : L'Odyssée de Pi
- 2013 : Les Flingueuses
- 2019 : Music of My Life (Blinded by the Light) de Gurinder Chadha
- 2019 : Boss Level de Joe Carnahan
- 2019 : Resistance de Jonathan Jakubowicz
- 2022 : The Son de Florian Zeller
- 2022 : The Lost King de Stephen Frears
- 2022 : Vivre (Living) d'Oliver Hermanus